# Caleb Cushing

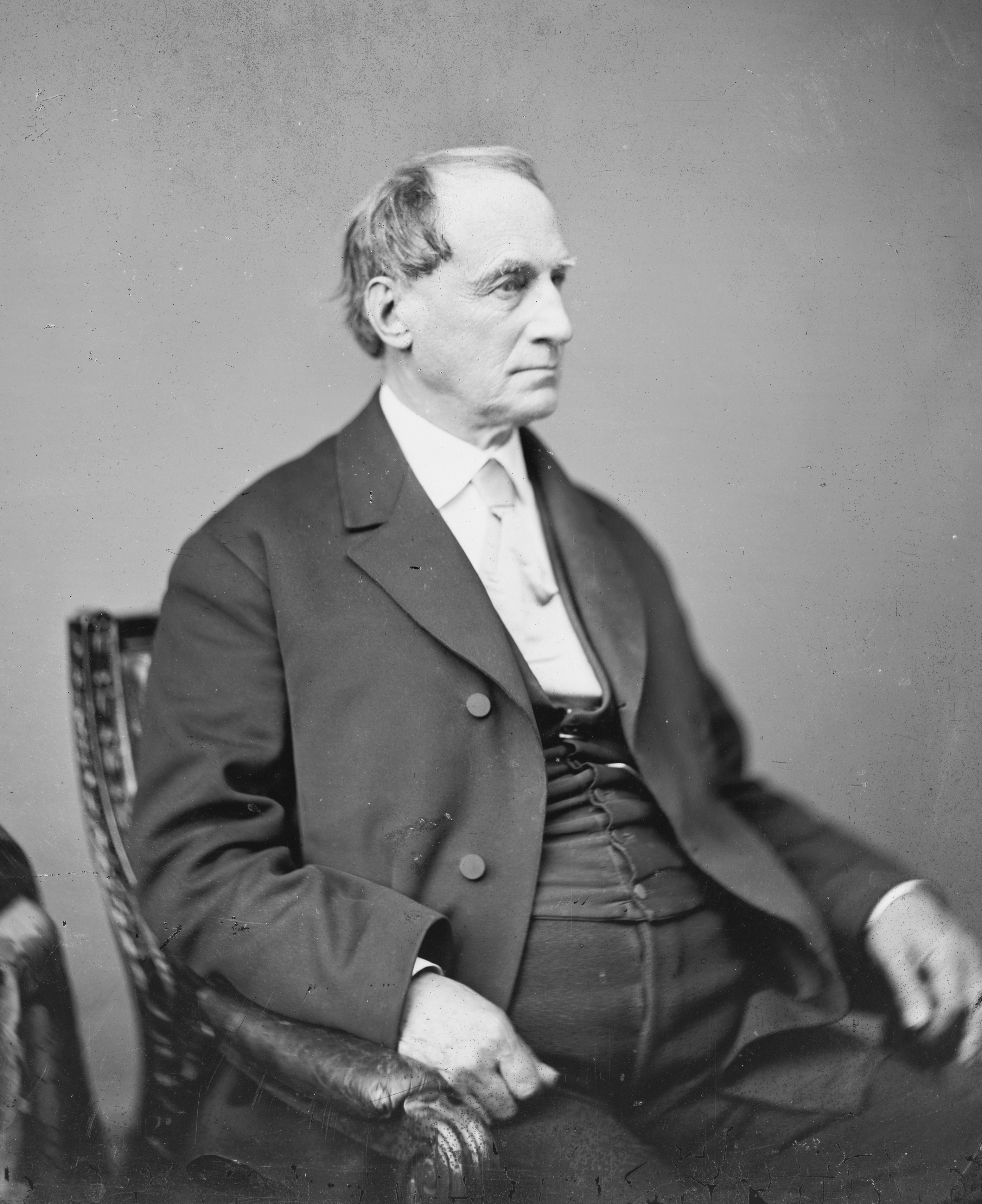
Caleb Cushing

Caleb Cushing, född den 17 januari 1800 i Salisbury, Massachusetts, död den 2 januari 1879 i Newburyport, Massachusetts, var en amerikansk politiker och diplomat.
Cushing var son till en förmögen skeppsredare. Han utexaminerades från Harvard University redan 1817; han hade blivit inskriven dit redan som 13-åring. Han undervisade matematik vid Harvard 1820-1821. 1824 inledde han sin juristkarriär.
1835-1843 var han ledamot av USA:s representanthus för whigpartiet. Under den sista mandatperioden var han ordförande för representanthusets utrikesutskott.
1843 nominerade president John Tyler Cushing till USA:s finansminister. Senaten vägrade att godkänna utnämningen och Cushing blev istället USA:s minister i Kina, där han var till 1845. 1844 förhandlade han för USA:s del Wanghiafördraget, det första fördraget mellan USA och Kina någonsin.
Cushing gick över till demokratiska partiet, som nominerade honom till guvernör av Massachusetts både 1847 och 1848. Demokraterna förlorade guvernörsvalet båda gångerna. 1851-1852 var han borgmästare av Newburyport.
Cushing satt i delstaten Massachusetts högsta domstol, Supreme Judicial Court, 1852-1853. USA:s justitieminister var han under president Franklin Pierce 1853-1857. 1860 var han ordförande för demokratpartiets partimöte. Partiet splittrades där och sedan ledde han de delegaterna som ställde upp John Cabell Breckinridge som kandidat i presidentvalet.
Trots att Cushing själv kom från nordstaterna, var han en anhängare av sydstatsdemokraten Breckinridge och en motståndare till avskaffandet av slaveriet. Men när amerikanska inbördeskriget bröt ut, valde Cushing ändå nordstaternas sida.
9 januari 1874 nominerade president Ulysses S. Grant Cushing till president av USA:s högsta domstol. Eftersom många senatorer misstrodde Cushing och uppfattade honom inte som följdriktig i sin linje, tillbakadrogs kandidaturen redan fyra dagar senare. Cushing var USA:s minister i Spanien 1874-1877. Hans fullständiga titel var densamma som den hade varit i Kina tre decennier tidigare, Envoy Extraordinary and Minister Plenipotentiary.